# Ewangelie dzieciństwa
Ewangelie dzieciństwa – pojęcie, które oznacza fragmenty Nowego Testamentu lub apokryfy.

## Nowy Testament
W Nowym Testamencie początkowe fragmenty dwóch Ewangelii, Mateusza (Mt 1-2) oraz Łukasza (Łk 1-2) opisują wydarzenia związane z poczęciem, narodzeniem i życiem Jezusa Chrystusa przed jego chrztem w rzece Jordan.

## Apokryfy
Ewangelie dzieciństwa to gatunek literatury apokryficznej Nowego Testamentu. Tym zbiorczym terminem określa się utwory opisujące narodziny i dzieciństwo Maryi oraz narodziny i dzieciństwo Jezusa. W większości zawierają one materiał legendarny usiłujący uzupełnić te informacje, których brak w ewangeliach kanonicznych. Często Jezus jest w nich tylko postacią marginalną albo tłem – jak w cyklu o Trzech Magach. Termin ewangelia nie jest odpowiedni w tym przypadku, ponieważ brak w tych utworach opisu męki, śmierci i zmartwychwstania Jezusa.
- Protoewangelia Jakuba
- Ewangelia Pseudo-Mateusza
- Księga o dzieciństwie Zbawiciela
- Cykl o Trzech Magach
  - Pokłon Magów
  - Opowieść o Magach
  - Korespondencja Longinusa z Augustem na temat Magów
- Ewangelia Dzieciństwa Tomasza
- Ewangelia Dzieciństwa Arabska
- Ewangelia Dzieciństwa Ormiańska
- Ewangelia Dzieciństwa Łacińska